# Zamek Hülshoff

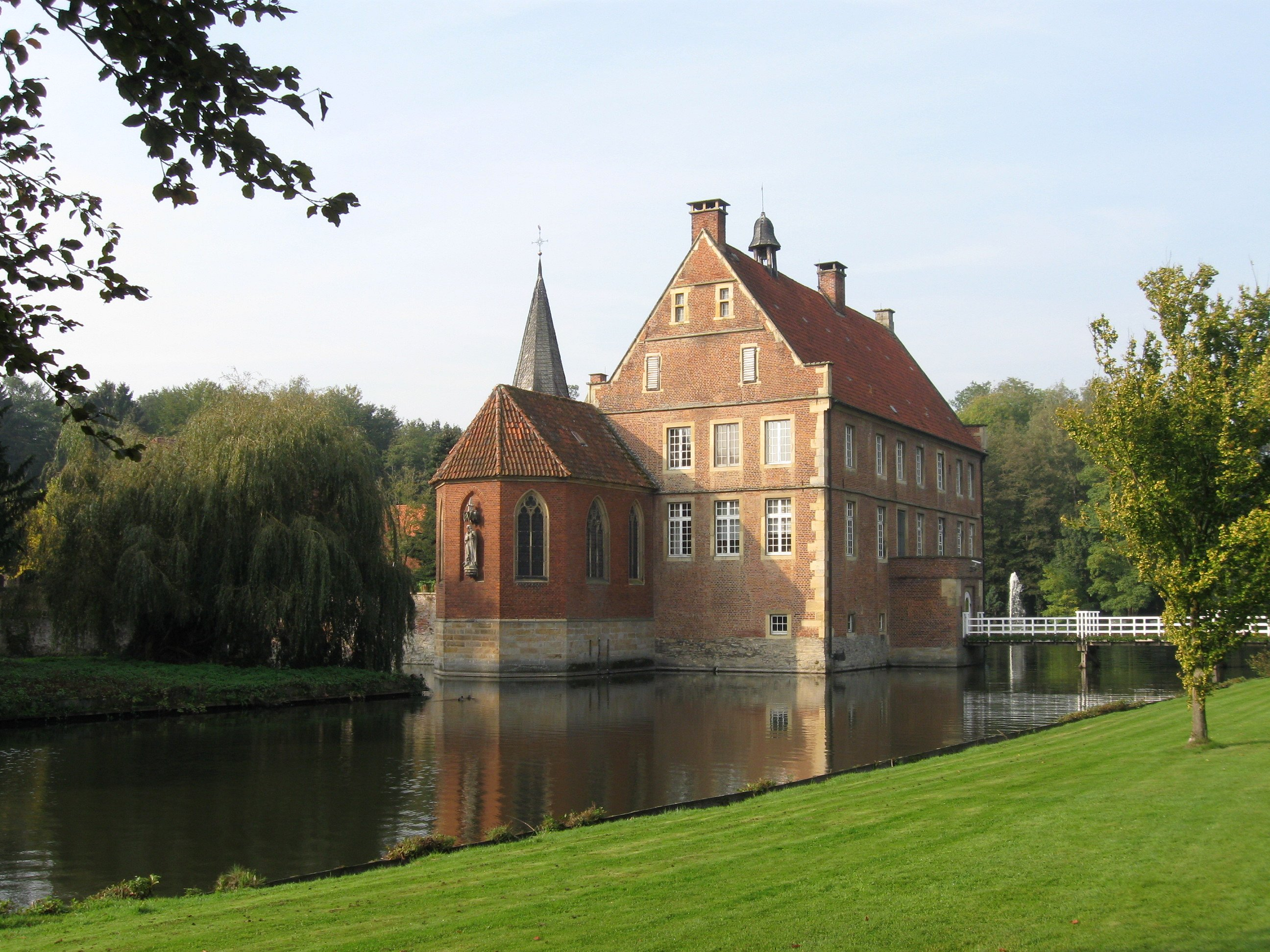
Zamek Hülshoff od wschodu

Zamek Hülshoff (niem. Burg Hülshoff) – zamek wodny położony pomiędzy Havixbeck a Roxel (dzielnicą miasta Münster). Miejsce urodzenia poetki Annette von Droste-Hülshoff.
Budowla była po raz pierwszy wzmiankowana w XI w. jako dwór „Zum Hülshoff“. Od 1417 zamek stanowił własność panów von Deckenbrock.
Obecną budowlę wzniósł w latach 1540–1545 Heinrich von Droste-Hülshoff. W następnych stuleciach zamek był wielokrotnie przebudowywany. Obecnie jego część wraz z ogrodem jest udostępniona do zwiedzania. Działa w nim także restauracja.